# Гастон IV (виконт Беарна)
Гастон IV Крестоносец (фр. Gaston IV le Croisé, баск. Gaston IV Gurutzatua; до 1074 — 1130/1131) — виконт Беарна с 1090 года, сеньор Барбастро с 1110/1113 года, сеньор Сарагосы с 1118 года, сын виконта Сантюля V Молодого и Жизель д’Арманьяк. Своим прозвищем Гастон обязан участию в Первом крестовом походе.

## Биография

### Молодые годы
Точный год рождения Гастона неизвестен. Но это произошло до 1074 года, когда его отец, виконт Сантюль V, по настоянию папы римского Григория VII был вынужден из-за близкого родства развестись со своей первой женой Жизелью, матерью Гастона. Точное происхождение Жизели в источниках не называется, но по предположению историков она могла быть дочерью графа Бернара II д’Арманьяка.
Около 1085 года отец женил Гастона на Талезе Санчес, дочери Санчо Рамиреса Арагонского, сеньора де Айбар, незаконнорождённого сына короля Арагона Рамиро I. Этот брак должен был закрепить союз Сантюля V с королём Арагона. В качестве приданого за Талезой Гастон получил виконтство Монтанер.
В 1090 году Сантюль V, отец Гастона, был предательски убит во время похода на Уэску. Гастон унаследовал Беарн, а его младший брат, Бернар III — графство Бигорр, наследство своей матери, второй жены Сантюля V. О первых годах правления Гастона известно мало. Он был вынужден противостоять своим наследственным врагам — виконтам Дакса и Суля, причём ему удалось захватить большую часть Дакса — области Микса и Остабата, контроль над которыми сохранял до 1102 года. В 1094 году имя Гастона упоминается в акте о пожертвовании церкви.

### Первый крестовый поход
В 1096 году по призыву папы римского Урбана II начался Первый крестовый поход. В числе сеньоров, которые приняли крест и решили отправиться на отвоёвывание Святой земли, был и Гастон. Он со своими вассалами и младшим братом Сантюлем присоединился к армии, которой командовал граф Тулузы Раймунд IV де Сен-Жиль.
В хрониках Крестового похода имя Гастона не упоминается до осады Никеи (май-июнь 1097 года), где он принимал участие в победной битве против сельджуков, напавших на крестоносцев. Затем он принимал участие в осаде Антиохии (октябрь 1097 — июнь 1098 года), где принял участие в строительстве катапульт, а 28 июня 1098 года командовал отрядами из Гаскони и Пуату в сражении против армии мосульского эмира Кербоги.
После взятия Антиохии Гастон, вероятно, решил покинуть армию Раймунда IV. Его имя упоминается среди 150 рыцарей, которые помогли Балдуину Булонскому захватить Эдессу.
В 1099 году он участвовал в осаде Иерусалима. Он был в авангарде армии крестоносцев вместе с Танкредом Тарентским, где отвечал за строительство осадных машин. 15 июля Гастон и Танкред были среди первых рыцарей, ворвавшихся в пробитую брешь в крепостных стенах, откуда устремились к Храму, где укрылись сарацины, и после кровопролитной битвы смогли завладеть им. Немногим выжившим Танкред и Гастон сохранили жизнь и взяли их под свою защиту, передав в качестве охранного символа свои знамёна, однако к утру крестоносцы перебили всех уцелевших, что вызвало возмущение у Танкреда и Гастона.
12 августа Гастон и Танкред командовали одним из отрядов крестоносцев в битве при Аскалоне. Это было последним сражением в Святой Земле, в котором принял участие Гастон. В сентябре он вместе с графом Фландрии Робертом II, герцогом Нормандии Робертом Куртгёзом и, вероятно, своим младшим братом Сантюлем сел на корабль и отправился в Константинополь, откуда вернулся в Беарн.

### Управление Беарном
За время, в котором Гастон участвовал в крестовом походе, он стал набожным человеком и решил навести порядок в своих владениях. Он велел епископу Санчо прогнать из Лескара монахов, которые вели не очень достойный образ жизни, заменив их канониками, живущими в общине постоянно. Епископ поддержал Гастона в этом начинании. В апреле 1101 года Гастон вместе с женой Талезой основал в Лескаре больницу, которая стала первым шагом для повышения безопасной основной дороги для паломников в Сантьяго-де-Компостела, проходившей через территорию Беарна и Арагона. В 1104 году Талеза сделала дарение больнице Сент-Кристин дю Сомпор, располагавшейся в Сомпортском перевале, через который в то время паломники пересекали Пиренеи. Позже Гастон и Талеза основали ещё ряд убежищ и больниц для паломников — Мифаже (1114), Лакомманд (1118) и Совелад (1128).
В 1102 году же Гастон ратифицировал привилегии для Морла, тогдашней столице Беарна. Эти привилегии стали ядром будущего Фор де Морла, из которых в будущем была создана конституция Беарна. В это же время были подтверждены и дарения Сантюля V приорству Сен-Фуа де Морла.
В 1102 году возобновилась борьба Гастона с виконтами Дакса и Суля, которые в результате долгой и кровавой борьбы смогли вернуть большую часть владений, завоёванных Беарном в первые годы правления Гастона. Под контролем Беарна остались только небольшие владения в Миксе и Остабате, а также город Ортез.
Во внешней политике Гастон продолжил союзнические отношения с королями Арагона. При этом в отличие от соседнего Бигорра, граф которого считался вассалом герцога Аквитании, виконт Беарна был независимым правителем, по положению фактически равным королю Арагона и не приносившим никому оммаж. В 1104 году Гастон также подписал мирный договор с графом Бернаром III д’Арманьяком.

### Испанские походы
В 1110 году король Арагона Альфонсо I Воитель начал войну с правителем Сарагосы Ахмадом II аль-Мустаином. К себе на помощь он призвал гасконцев, в результате чего в битве при Вальтиерре сарагосцы были разбиты, а их правитель погиб. В документах не упоминается об участии в этой битве Гастона, однако в документе, датированном 1113 годом он упоминается как сеньор Барбастро. По мнению исследователей это указывает на то, что Гастон участвовал в этой войне и вероятно в качестве вознаграждения получил Барбастро.
Позже война Арагона с Сарагосой возобновилась. В 1114 году Альфонсо I вновь призвал себе на помощь гасконских сеньоров, в том числе и Гастона. Несмотря на значительные силы, в армии начались раздоры, поэтому была взята только Тудела. В 1117 году Гастон участвовал во взятии Мореллы, в результате чего были блокированы дороги между Сарагосой и Валенсией.
В 1118 году по призыву папы Геласия II, который объявил о крестовом походе на Сарагосу, Гастон снова отправился в поход на помощь к Альфонсо. Он собрал значительную армию из вассалов и французских сеньоров. Перейдя Пиренеи, он захватил хорошо укреплённый город Альмодевар. Дальше он, не встречая сопротивления, Гастон переправился через реку Эбро и выступил к Сарагосе, осадив её. Гастону достаточно легко удалось захватить строения снаружи городских стен, но дальнейшая осада затянулась на несколько месяцев. Позже к нему присоединился и король Альфонсо I. Гастон построил 20 катапульт и несколько передвижных замков, подобных тем, которые он использовал при осаде Иерусалима. В итоге 2 декабря город сдался. При этом Гастон не допустил грабежа и массовых убийств, он позволил всем, кто этого хотел, покинуть город.
Победители распределили между собой захваченные богатства. Король Альфонсо I в награду за успехи даровал Гастону титул сеньора Сарагосы и званием пэра Арагона. В свою очередь Гастон распределил полученные им земли между гасконскими дворянами.
В 1119 году Гастон участвовал в кампаниях по захвату Туделы, Агреды, Тарасоны и Борхи. В ответ Альморавиды организовали в 1120 году поход на Сарагосу, но объединённые армии Альфонсо I и герцога Аквитании Гильома IX (в составе последней были и гасконские сеньоры) 18 июня разбили мавров под Кутандой. После этого арагонцами были захвачены Калатаюд и Дарока.
Завоёванные земли были сильно опустошены, защищать их было трудно. Гастон предложил королю Альфонсо создать орден Рыцарей Монреаля, который смог бы защищать эти владения. В 1122 году Альфонсо I создал аналогичный орден — Рыцарей Бельчите, в котором интересы Гастона представлял епископ Лескара. Оба братства были светскими, их члены давали обеты целомудрия, бедности и повиновения.
В мае 1122 года Альфонсо I прибыл к Гастону в Морла. Туда же прибыл и Сантюль II, граф Бигорра, младший брат Гастона. Он принёс вассальную присягу королю Арагона, в результате чего Бигорр вышел из формального подчинения герцогам Аквитании. В ответ Сантюль получил владения в Арагоне.
В последующие годы Гастон продолжал участвовать в походах Альфонсо I. Зимой 1124—1125 года он принял участие в экспедиции в Пенья Кадьейля, однако не имея возможности удержать завоёванное вернулись обратно. В 1125—1126 году он участвовал в походе в Гранаду.
В 1129 году Гастон вновь отправился в Испанию. В то время как Альфонсо I отправился в долину Аран, Гастон вместе с епископом Уэски Эстебаном продолжил борьбу против Альморавидов, в результате которой они погибли в 1130 или 1131 году. Обстоятельства гибели не ясны. По сообщениям мусульманского историка Ибн Идхари Гастон был убит альморавидским губернатором Валенсии, а его голова была доставлена в Гранаду. За большую плату тело Гастона было возвращено и захоронено в церкви Нуэстра-Сеньора-дель-Пилар в Сарагосе.
Наследовал Гастону единственный выживший сын Сантюль VI под регентством матери. Свои арагонские владения Гастон завещал перед смертью недавно созданному ордену Тамплиеров.

## Брак и дети
Жена: с ок. 1085 Талеза Санчес Арагонская (ум. после ноября 1155), виконтесса Монтанера, дочь Санчо Рамиреса Арагонского, сеньора де Айбар, и N де Монтанер. Дети:
- Сантюль VI (ум. июль 1134), виконт Беарна с 1130/1131
- Жискарда (ум. апрель 1154), виконесса Беарна с 1134; муж: Пьер II (ум. 1118/1134), виконт Габардана
- дочь; муж: Аманье III, сеньор д’Альбре, или Бернар Эзи II, сеньор д’Альбре[5]

Аббат Монлезён сообщает, что у Гастона было ещё четыре сына, умерших раньше отца.